# Жорж (готель)

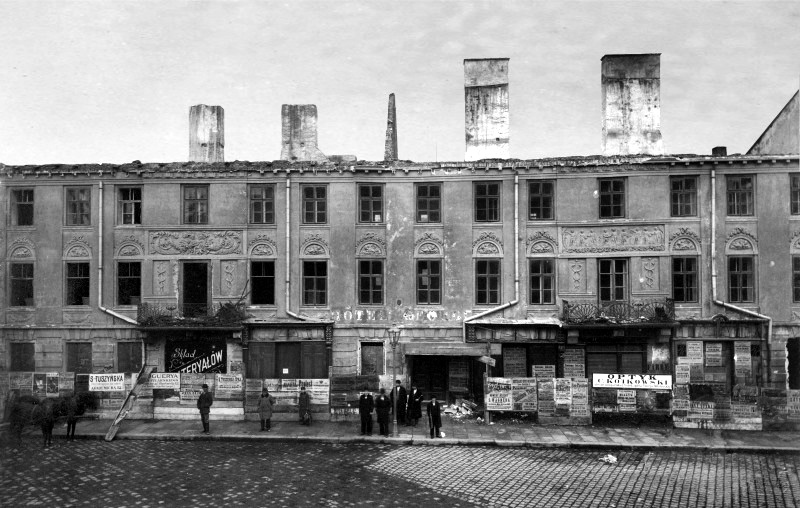
Попередня будівля готелю під час розбирання (1899).

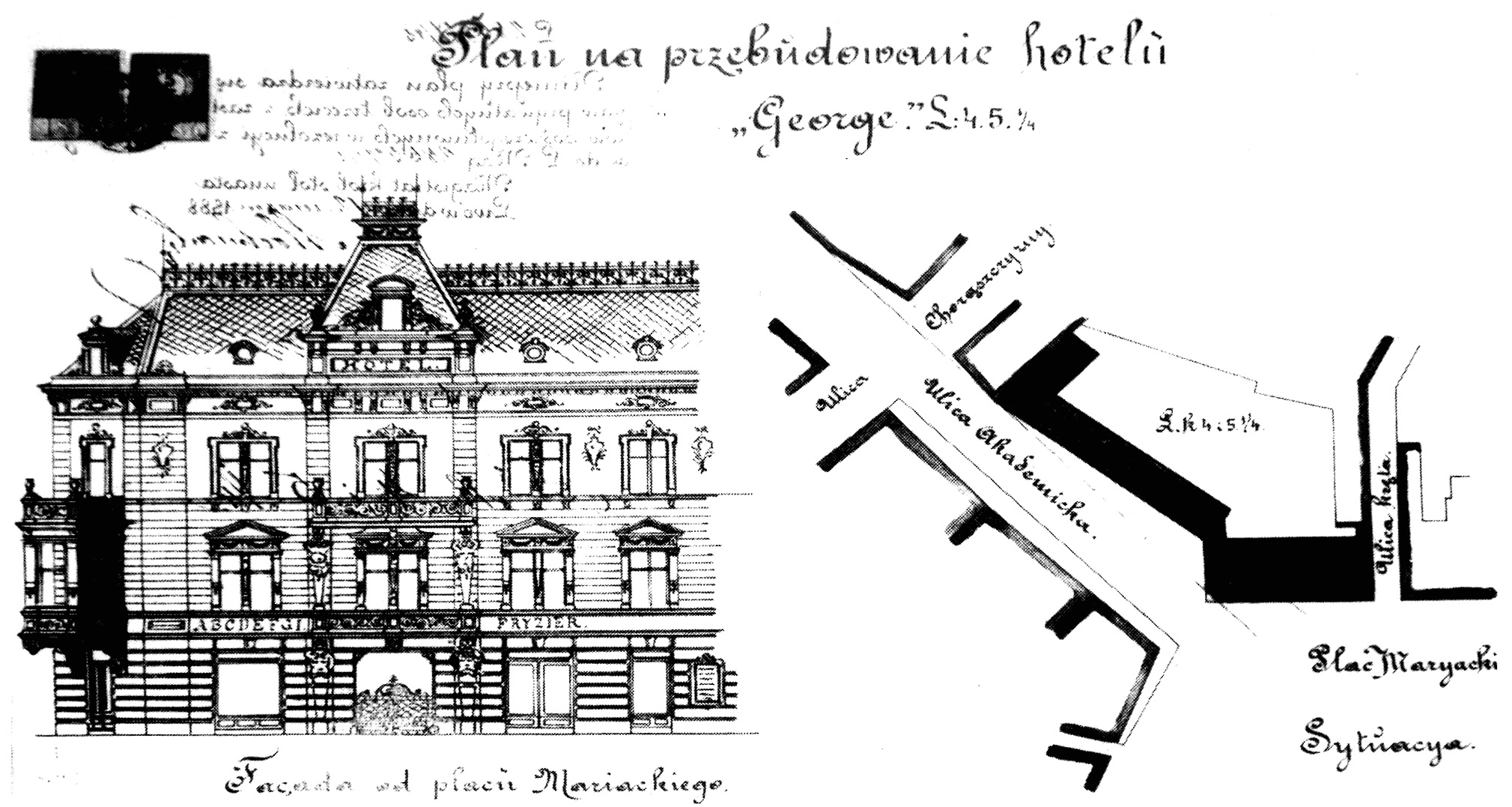
Нереалізований проект реконструкції фасаду від 1888 року. Архітектор Альфред Каменобродський.

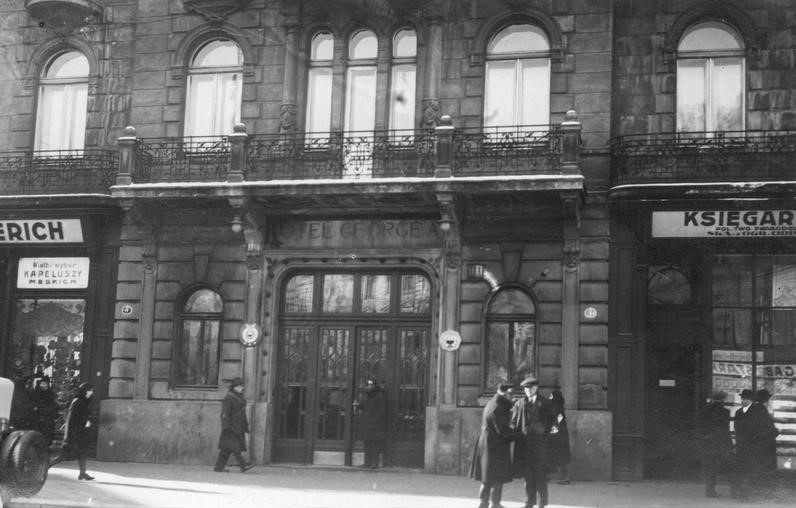
Вхід до готелю

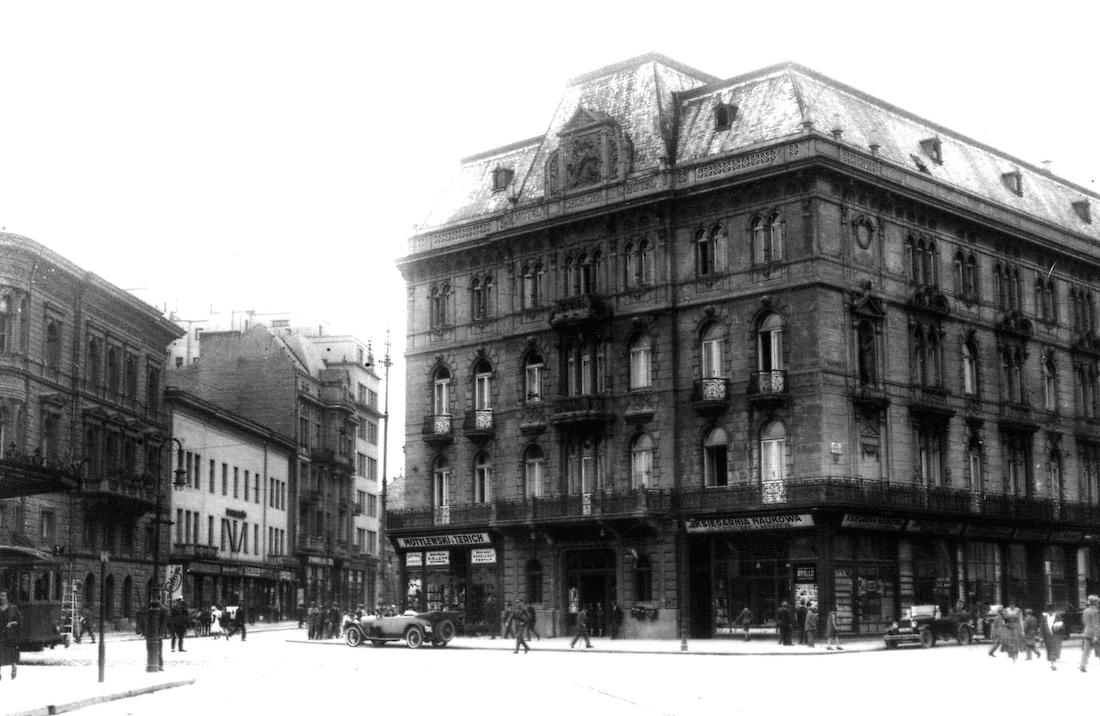
пл.Марійська (Львів)

«Жорж» — готель у Львові, яскравий приклад архітектури фешенебельних готелів XIX — початку XX ст у стилі пізнього історизму з елементами сецесії та ар-деко. Пам'ятка архітектури місцевого значення. Знаходиться за адресою площа Міцкевича, 1.

## Історія
Як стверджував львівський історик Францішек Яворський, перша будівля готелю на цьому місці була зведена 1793 року. Готель, споруджений за проєктом невідомого архітектора як тодішній заїзд, мав назву «Під трьома гаками».
Вже 1811 року було споруджено новий готель «De Russie». Відкриття відбулось 3 грудня 1811 року. Це була триповерхова класична споруда із двома в'їздами на подвір'я. Фасад першого поверху прикрашений горизонтальним рустом, другого і третього — лізенами. Фасад увінчаний балюстрадним парапетом, котрий на рівні в'їздів ставав суцільним. Споруда прикрашена ампірними рельєфами. Мистецтвознавець Юрій Бірюльов припускає, що авторами рельєфів могли бути брати Йоган і Гартман Вітвери. Він також стверджує, що у 1810—1811 роках під керівництвом Гартмана Вітвера під час скульптурного оформлення фасадів працював Йоган Міхаель Гаар.
Зі сторони вулиці Хорунщини (нинішня Мирослава Скорика) існував великий сад з альтанками. Автором однієї з альтанок, у вигляді грецького храму був Вінцент Равський-старший.
1816 року готель переходить у власність до купця Ґеорґа (Жоржа) Гофмана (1778–1839). Після цього на правій суцільній ділянці парапету уміщено літери «G» і «H» — ініціали власника. Від середини XIX століття готель стали називати «Жоржем» за іменем першого власника. Починаючи від 1864 року перший поверх було зайнято різноманітними крамницями. Протягом другої половини століття родиною Гофманів зроблено ряд переважно незначних реконструкцій. 1872 року проведено перепланування першого поверху, пов'язане зі створенням єдиного центрального входу. При цьому бокові заїзди було закладено і перетворено на торгові приміщення. 1874 року до готелю прибудовано довгий двоповерховий флігель із фасадом на південно-західній межі ділянки. Протягом 1881–1883 років прибудовано ще два флігелі (три- і чотириповерховий), внаслідок чого готель став великою замкнутою спорудою із внутрішнім двором. 1888 року проведено реконструкцію перекриття та даху головного (найстарішого) будинку. Альфредом Каменобродським було виконано проєкт реконструкції фасаду у стилі історизму, котрий однак не було реалізовано. Наприкінці XIX століття прийнято рішення збудувати повністю новий готель, а старий було розібрано у квітні 1899. Донині зберігся малюнок Франца Ковалишина та кілька фотографій старої будівлі. Одна з фотографій фіксує процес розбирання старого готелю.
21 січня 1876 року Владислав Белза відкрив видавничо-торгівельний заклад «Книгарня Владислава Белзи», який знаходився у готелі «Жорж»].. Книгарня профінансувала 1876–1878 роках 26 видання. У 1878 році «Книгарня Владислава Белзи» припинила існування.

## Сучасна будівля
У 1898 році новий проєкт розробила віденська архітектурна спілка Фердинанда Фельнера та Германа Гельмера. Замовницею виступала Марія Гофман — остання власниця готелю з родини Гофманів. Австрійські креслення були дещо видозмінені львівськими архітекторами Іваном Левинським та Юліаном Цибульським і 1899 року затверджені магістратом. Будівництво тривало протягом 1899–1900 років. Урочисте відкриття відбулось 8 січня 1901 року. Первинно готель мав 93 номери, серед яких 32 були «апартаментами» класу «люкс». Номери коштували від 6 до 24 золотих ринських за добу.
Відразу після відкриття споруду не раз піддавали критиці. Зокрема дослідник львівської архітектури Богдан Януш писав: Величезна споруда готелю не відрізняється архітектурною вартістю, а відома лише завдяки сучасному внутрішньому устаткуванню. Критично висловлювався також архітектор та мистецтвознавець Казимир Мокловський, який високо оцінив лише скульптуру Марконі, зауваживши, що самій будівлі бракує стилістичної єдності.
1906 року власником готелю стає Товариство взаємного страхування приватних розпорядників. Розпочато реконструкцію, під час якої Іваном Левинським надбудовано третій і четвертий поверхи південного крила. 1909 року за проектом Володимира Підгородецького реконструйовано покрівлю і у мансардному поверсі створено офісні приміщення. У 1920-х роках готель стає власністю Пенсійного закладу для службовців.
У 1910–1912 роках в готелі «Жорж» діяла книгарня Альфреда Альтенберґа, згодом у 1912 — 1920 рр. там знаходилася видавнича спілка «Г. Альтенберґ, Г. Зейфарт, Е. Венде і спілка». В готелі продавались газети та залізничні квитки. Щонайменше станом на 1911 рік готель був повністю забезпечений електричним освітленням від власної електростанції, містив ліфт на електроприводі, і загалом вважався одним з найкращих в Європі.
У 1911 -1914 році номерний фонд складався з 82 номерів вартістю проживання від 3 корон (включаючи послуги обслуговування та вартість електрики).
У 1927–1929 роках відбулося перепланування внутрішніх приміщень, а також надбудовано п'ятий поверх на південному фасаді. 1932 року у стилі ар деко було перебудовано читальну залу та ресторан готелю (архітектор Тадеуш Врубель). Скульптурне оздоблення ресторану за ескізами Врубеля виконала фірма скульптора Людвіка Репіховського. 1940—1950-ті роки готель зазнав чергової реконструкції. Останню реконструкцію проведено в 1990-ті роки.
26 лютого 1980 року рішенням міської ради № 130 будинок визнано пам'яткою архітектури місцевого значення (охоронний № 185-М).[джерело?]

## Архітектура
Будівля мурована з цегли, із високим мансардним дахом. Трапецієподібна у плані із внутрішнім подвір'ям. Головний вхід влаштовано у північно-східному фасаді, від площі Міцкевича. Внутрішнє планування типового для готелів коридорного типу з двостороннім розташуванням кімнат. На першому поверсі — великий вестибюль із входами до ресторану та службових приміщень. На верхніх поверхах також коридорне планування з двостороннім розміщенням приміщень.
Фасад споруди має неоренесансне членування, пожвавлене необароковою орнаментикою. Перший поверх відділений балконною балюстрадою, на верхніх поверхах — арочні вікна в обрамленнях. На фронтоні — рельєф «Святий Юрій» (фр. Жорж), у нішах — алегорії Європи, Азії, Америки і Африки, що символізують чотири сторони світу. Виконані скульпторами Леонардом Марконі, Антоном Попелем, відлиті ймовірно в майстерні Роберта Адольфа Гебеля. Статуя «Європа» виділяється однією деталлю: вона тримає в руках маленьке погруддя — скульптурний портрет Леонарда Марконі.
В інтер'єрі, що має перші ознаки сецесії, збереглася ліпнина у вестибюлі, мармурові сходи, керамічні каміни 1900 року. Первісне сецесійне оздоблення номерів не збережене.

## Відомі особистості, що зупинялися в готелі
- Оноре де Бальзак,
- Ференц Ліст,
- Етель Ліліан Войнич,
- Моріс Равель,
- Жан-Поль Сартр,
- Ян Кєпура,
- Мозаффар ед-Дін-шах,
- Юзеф Пілсудський
- Ігнацій Ян Падеревський,
- Леонід Брежнєв — під час «боротьби» з ОУН та УПА[12]
- Микита Хрущов,
- Еван МакГрегор.

12 листопада 1863 року під час наради у готелі поліцією були заарештовані кілька учасників антиросійського повстання 1863—1864 років, зокрема, Ісидор Дідушицький.